# Biserica „Sfântul Nicolae” din Gura Bîcului
Biserica „Sf. Nicolae” cu picturi murale este o biserică amplasată în Gura Bîcului, raionul Anenii Noi, Republica Moldova. Este un monument arhitectural și de artă de importanță națională inclus în Registrul monumentelor Republicii Moldova ocrotite de stat cu nr. 94 (raionul Anenii Noi). Datează din 1890, anii 1930.